# Гараж с административным корпусом
Гараж с административным корпусом — утраченное здание в стиле советского модернизма. Было расположено в Центральном районе Санкт-Петербурга по адресу Херсонская улица, 43/12.
Согласно Броновицкой и Малинину, здание было одной из лучших построек Олега Голынкина. Постройка была завершена в 1981 году, здание было четырёхэтажным.
В 2007—2008 годах были объявлены открытые торги за здание, к тому моменту бывшего бизнес-центром. В феврале 2015 года было получено разрешение на «реконструкцию зданий со сносом под апартамент-отель». Снос начался в марте того же года и шёл до мая, стройка началась в июне 2016 года, здание в стиле «хаотизм» было введено в эксплуатацию в июне 2019 года.